# Epistrophe setifera
Epistrophe setifera är en tvåvingeart som beskrevs av Chu och He 1993. Epistrophe setifera ingår i släktet brynblomflugor, och familjen blomflugor. Inga underarter finns listade i Catalogue of Life.